# ایمی (فیلم)
«ایمی» (انگلیسی: EMI) یک فیلم اجتماعی بالیوود است که در سال ۲۰۰۸ منتشر شد.